# استریت‌لی، بدفوردشر
استریت‌لی (به انگلیسی: Streatley) یک روستا و محله مدنی در بریتانیا است که در Central Bedfordshire واقع شده‌است. استریت‌لی ۱٬۷۰۷ نفر جمعیت دارد.